# 中韓圍棋擂台賽
中韓圍棋擂台賽，又名江原樂園杯，是由韓國棋院及韓國圍棋電視台主辦的一項中韓圍棋對抗比賽。首屆於2006年2月至3月舉行，由中韓雙方各派出六名棋手，分兩階段於韓國江原道和中國杭州進行。次年停办，共举行一届。

## 比賽背景
由於日本棋壇開始退出圍棋雙邊賽，一系列的高規格圍棋對抗賽如中日天元對抗賽等賽事都相繼停辦。反之，中韓雙方的圍棋棋手對抗則開始越演越烈。有見及此，中韓兩國棋壇便相繼舉辦了一系列的對抗賽事，中韓圍棋擂台賽亦於此時應運而生。

## 比賽規則
六名選手以順位對壘，負方出局，勝方則繼續與下一順位的對手對戰，直至淘汰對方所有選手為止。比賽限時為每方三十分鐘，每六十秒則讀秒一次。

## 第一屆中韓圍棋擂台賽
第一屆中韓圍棋擂台賽的首階段賽事（首5局）於韓國江原道大世界舉行，次階段賽事（後5局）則於中國杭州舉行。
比賽獎金為冠軍1.5億韓圓，亞軍5千萬韓圓，以及連勝獎金500萬韓圓。這項賽事獎金的總金額比起類似賽制的農心杯世界圍棋錦標賽還要高。

### 參賽選手
| 中方             | 韓方               |
| 古力七段（主將） | 李昌鎬九段（主將） |
| 常昊九段         | 曹薰鉉九段         |
| 羅洗河九段       | 金東燁九段         |
| 王檄五段         | 安祚永九段         |
| 陳耀燁五段       | 洪性志四段         |
| 朴文垚四段       | 李世乭九段         |

### 比賽結果[1]
| 局數   | 日期    | 勝方       | 負方       | 结果      |
| 第一局 | 2月6日  | 李世乭九段 | 朴文垚四段 | 白中盘胜  |
| 第二局 | 2月7日  | 陳耀燁五段 | 李世乭九段 | 白中盘胜  |
| 第三局 | 2月8日  | 陳耀燁五段 | 洪性志四段 | 白2目半胜 |
| 第四局 | 2月9日  | 安祚永九段 | 陳耀燁五段 | 白中盘胜  |
| 第五局 | 2月10日 | 安祚永九段 | 王檄五段   | 白半目胜  |
| 第六局 | 3月20日 | 安祚永九段 | 羅冼河九段 | 黑半目胜  |
| 第七局 | 3月21日 | 常昊九段   | 安祚永九段 | 黑中盘胜  |
| 第八局 | 3月22日 | 常昊九段   | 金東燁九段 | 白中盘胜  |
| 第九局 | 3月23日 | 常昊九段   | 曹薰鉉九段 | 黑5目半胜 |
| 第十局 | 3月24日 | 常昊九段   | 李昌鎬九段 | 白3目半胜 |

中方以6比4獲勝，常昊九段則獲得連勝獎金。